# Alexandru Balázs
Alexandru Balázs (Balázs Sándor; n. 4 aprilie 1928, Cluj, România – d. 26 februarie 2022, Cluj-Napoca, România) a fost un deputat român în legislatura 1990-1992, ales în județul Cluj pe listele partidului UDMR. Alexandru Balázs a fost validat ca deputat pe data de 20 mai 1992 și l-a înlocuit pe deputatul Péter Eckstein Kovács.  